# Łacha (województwo mazowieckie)
Łacha – wieś sołecka w Polsce położona w województwie mazowieckim, w powiecie legionowskim, w gminie Serock.

## Historia
Wieś założyli niemieccy koloniści sprowadzeni w II połowie XVIII wieku. W 1827 Łacha należała do gminy Zegrze i formalnie do parafii w Popowie. Miejscowość liczyła wówczas 13 domostw i 88 mieszkańców. Niemieccy mieszkańcy zostali podczas I wojny światowej wysiedleni przez Rosjan do guberni charkowskiej. Niektórzy z nich wrócili po odzyskaniu niepodległości przez Polskę.  
W latach 1954–1959 wieś należała i była siedzibą władz gromady Łacha, po jej zniesieniu w gromadzie Serock. W latach 1975–1998 miejscowość administracyjnie należała do województwa warszawskiego.

## Religia
Założyciele wsi wyznawali luteranizm. Mieszkańcy wyznania rzymskokatolickiego należą do parafii Narodzenia NMP w Popowie Kościelnym.

## Kultura
We wsi nakręcono dwa polskie filmy obyczajowe w reżyserii braci Kondratiuków: „Czy jest tu panna na wydaniu?" Janusza Kondratiuka (1976) i „Pełnia" Andrzeja Kondratiuka (1979).